# 10209 Izanaki
10209 Izanaki è un asteroide della fascia principale. Scoperto nel 1997, presenta un'orbita caratterizzata da un semiasse maggiore pari a 2,4281214 UA e da un'eccentricità di 0,2018343, inclinata di 3,35006° rispetto all'eclittica. Misura circa 4,3 km di diametro.
L'asteroide è dedicato a Izanagi-no-mikoto, divinità dello scintoismo.